# Valentin Chauvin
Valentin Chauvin (30 dicembre 1995) è un fondista francese.

## Biografia
Chauvin ha debuttato in campo internazionale in occasione dell'XI Festival olimpico invernale della gioventù europea di Brașov nel 2013 e ha esordito in Coppa del Mondo il 18 gennaio 2016 nella sprint di Planica (26º); il giorno dopo, nella sprint a squadre disputata nella medesima località, ha ottenuto il primo podio nel circuito (3º). Ai Mondiali di Seefeld in Tirol 2019, suo esordio iridato, è stato 37º nella 15 km, mentre a quelli di Oberstdorf 2021 si è classificato 25º nella sprint.

## Palmarès

### Mondiali juniores
- 2 medaglie:
  - 2 argenti (staffetta a Val di Fiemme 2014; staffetta ad Almaty 2015)

### Coppa del Mondo
- Miglior piazzamento in classifica generale: 42º nel 2021
- 1 podio (a squadre):
  - 1 terzo posto